# The Legend of Zelda: Phantom Hourglass
The Legend of Zelda: Phantom Hourglass er en action-adventurespil udviklet og udgivet af Nintendo til Nintendo DS. Spillet er det fjortende i The Legend of Zelda-serien og efterfølgeren til The Wind Waker fra 2002. Phantom Hourglass blev udgivet i Japan i juni 2007; i Nordamerika, Australien og Europa i oktober 2007; og i Korea i april 2008. Spillet blev genudgivet til Wii U via Virtual Console-tjenesten i PAL-regionen i november 2015 og i Nordamerika i maj 2016.
Spillet indeholder 3D cel-shaded grafik med kamera i fugleperspektiv, beskæftiger kontrolforanstaltninger, der omfatter konsollens touchscreen og mikrofon, og brugte Nintendo Wi-Fi Connection til online spil. Spillets historie følger af The Wind Waker, der fokuserer på Links rejse for at redde sin ven Tetra fra historiens antagonist, Bellum, med hjælp fra kaptajn Linebeck og hans skib, S.S. Linebeck.
Kritikerne var positive over for Phantom Hourglass. Spillets kontrolordning blev rost, mens kritikken fokuserede på spillets onlinefunktioner, som blev anset for at være simple. Spillet modtog flere priser for videospilindustrien, herunder Nintendo DS Game of the Year fra GameSpot, GameSpy og IGN. Phantom Hourglass var den bedst sælgende spillet i sin første måned i Japan, med 302,887 solgte eksemplarer. I USA var spillet det femte bedst sælgende spilet i måneden det debuterede, med 262,800 solgte eksemplarer. 4.13 millioner eksemplarer af Phantom Hourglass blev solgt på verdensplan fra marts 2008.